# Acolyte (album)
Pour les articles homonymes, voir Acolyte (homonymie).
 (janvier 2017).
Si vous disposez d'ouvrages ou d'articles de référence ou si vous connaissez des sites web de qualité traitant du thème abordé ici, merci de compléter l'article en donnant les références utiles à sa vérifiabilité et en les liant à la section « Notes et références ».
Albums de Delphic
Collections
(2013)
Singles
1. Counterpoint
Sortie : 13 avril 2009
2. This Momentary
Sortie : 31 août 2009
3. Doubt
Sortie : 4 janvier 2010
4. Halcyon
Sortie : 15 mars 2010
5. Counterpoint (re-release)
Sortie : 31 mai 2010

Acolyte est le premier album du groupe de dance alternative britannique Delphic, sorti le 11 janvier 2010.

## Liste des titres
| 1.    | Clarion Call   | 2:56 |
| 2.    | Doubt ,        | 4:06 |
| 3.    | This Momentary | 4:35 |
| 4.    | Red Lights     | 6:11 |
| 5.    | Acolyte        | 8:51 |
| 6.    | Halcyon        | 4:43 |
| 7.    | Submission     | 5:33 |
| 8.    | Counterpoint , | 6:18 |
| 9.    | Ephemera       | 1:56 |
| 10.   | Remain         | 6:33 |
| 51:42 |                |      |

### Vidéos
1. ↑  (en) « Visionner la vidéo Doubt (Promo Video) », sur YouTube
2. ↑  (en) « Visionner la vidéo Doubt (Live at WFUV) », sur YouTube
3. ↑  (en) « Visionner la vidéo This Momentary (Promo Video) », sur YouTube
4. ↑  (en) « Visionner la vidéo Halcyon (Promo Video) », sur YouTube
5. ↑  (en) « Visionner la vidéo Counterpoint (Promo Video) », sur YouTube
6. ↑  (en) « Visionner la vidéo Counterpoint (Live at WFUV) », sur YouTube
7. ↑  (en) « Visionner la vidéo Remain (Promo Video) », sur YouTube

## Classements
| Charts (2010)           | Meilleure position |
| ----------------------- | ------------------ |
| UK Albums Chart         | 8                  |
| Australian Albums Chart | 66                 |
| French Albums Chart     | 151                |